# MC Dricka
Fernanda Andrielli Nascimento dos Santos (São Paulo, 7 de outubro de 1998), mais conhecida como MC Dricka, é uma cantora e compositora brasileira.
Ganhou o apelido de "Rainha dos fluxos" pelo sucesso nas festas de rua de SP. MC Dricka ganhou destaque por suas músicas agressivas e letras diretas, que elevam a autoestima das mulheres ao mesmo tempo que chocam por apresentar uma linguagem semelhante cantada pelos MCs homens, a artista derruba as barreiras machistas e quebra diversos tabus. Ocupando o posto como uma das vozes empoderadoras do funk. Com apenas 23 anos e diversos lançamentos, já ultrapassou a marca de mais de 300 milhões de acessos no Youtube.

## Biografia
Fernanda Adrielli nasceu na Vila Nova, Cachoeirinha, na Zona Norte de São Paulo. Começou a cantar com apenas 11 anos de idade. Fernanda é a primogênita de dois irmãos mais novos. Ela teve uma infância e adolescência complicadas, com dificuldade de ser aceita pela mãe.
Natural de São Paulo, mas viveu boa parte da sua infância em Sergipe, ao se mudar com sua mãe teve a chance de entrar para um coral da Igreja onde moravam, foi ai que a artista começou a se interessar pela música. Ao entrar no coral decidiu que queria aprender algum tipo de instrumento musical. Começou  estudando flauta, depois disso começou a ter aulas de violão, e já mostrava interessada em cantar. O coral da Igreja deu inicio a um concurso, onde entre 100 jovens apenas um ganharia um bolsa de estudos para aulas de canto. Em meio a todos esses jovens Fernanda se destacou, e conseguiu uma bolsa integral. Cerca de 4 anos depois, retornou para São Paulo com sua mãe, e foi ai que demonstrou interesse pelo funk. 

## Carreira

### 2013–2018: Inicio no Funk
Durante a fase da adolescência, em meio a rodinhas de rima, a MC deu inicio a sua carreira. Através de um encontro com a irmã do Mc Davi, Dricka conseguiu um dos contatos de maior importância do início da sua carreira, um contrato com uma das gravadoras de funk mais famosas do país conhecida por revelar diversos MC'S, a GR6. 
No começo de sua carreira, a mãe da MC não permitia que ela ingressasse no funk, já que na época ela era menor de idade e isso atrapalharia os seus estudos. Após repetir diversas vezes a 6º ano, em 2013 ela abandonou a escola sem terminar o Ensino Fundamental, no 9º ano. O abandono da escola fez com que as brigas com a mãe se tornassem recorrentes e, no ano seguinte ela saiu de casa e passou a morar em ocupações e casa de amigos.
Após alguns anos de contrato, Mc Dricka ainda não havia emplacado nenhum Hit, e isso fez com que a Mc tivesse o seu contrato encerrado com a produtora. Esse foi um dos momento de maior dificuldade para a artista, que na época entrou em depressão e pra piorar a teve problemas com álcool.

### 2019–presente: Sucesso e reconhecimento
Enquanto a carreira não deslanchava, Fernanda trabalhou com assistência técnica consertando celulares e vendendo fones de ouvido em parceria com sua namorada, Valeska, a quem ela conheceu em 2017. Em 2019 chegou e a situação apertou com os trabalhos esporádicos escassos o casal mal conseguia comer.

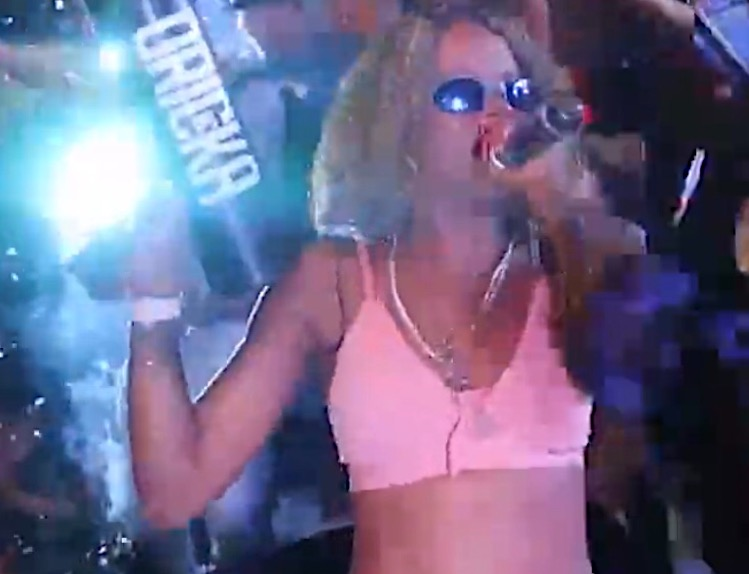
MC Dricka se apresentando em um show em 2020

Em meio a toda essa dificuldade a MC começou a chamar atenção de Dj's que postavam suas músicas no Canal Ritmo dos Fluxos. E em meio a todas aquelas mensagens encontrou o Dj Will DF, o DJ deu início aos primeiros Hits da carreira de Dricka.As dificuldades duraram até o dia 11 de junho de 2019, data em que MC Dricka lançou o hit “Empurra Empurra, a canção foi um sucesso do noite pra dia acumulando cerca de mais de 20 mil visualizações, a canção foi responsável por impulsionar sua carreira a tornando conhecida em âmbito nacional. Desde então a MC não parou, e atualmente coleciona diversos hits que são sucesso nos bailes funk das periferias paulistas. Dentre as suas principais músicas estão "Empurra Empurra", acompanhado por "38 Carregado", "Vai Fazer Carão", "Bate Bate", "Pretinha do Peitin e do Bundão", "Me Olha e Me Respeita", e um dos seus lançamentos de maior, "Nós Tem Um Charme que é Da Hora", que acumula 34 milhões de streams e foi reproduzida 90 milhões de vezes no youtube. 
Hoje a MC é considerada uma das novas vozes de destaque do funk, considerada como uma das precursoras do ritmo mandelão na favelas paulistas, reconhecida por expandir, abrir portas e dar espaços para que outras mulheres MC's ingressem no funk cantando a mesma melodia que os MC's homens sem necessariamente precisarem sensualizar seus corpos. Também conhecida por popularizar a gíria e o estilo "mandraka". A funkeira tem gerenciamento total de sua carreira desde a produção de seus videoclipes, até a composições de suas músicas e forma de como se apresenta em seus shows.

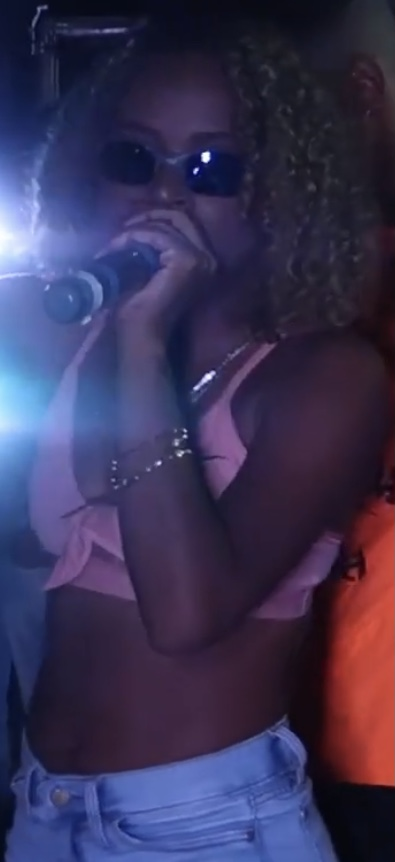
Dricka cantando em maio de 2020.

Em 20 de dezembro de 2020 lançou seu primeiro EP chamado “Rainha dos Fluxos” sob o selo que te revelou, Ritmo dos Fluxos. O projeto da cantora contém 5 músicas e todas lançadas através de plataformas digitais e  publicadas no canal do youtube da cantora. O EP vem com as faixas “Fala Mais”, “Cavalgada com Cara de Debochada”, “Bafora e Ainda Dança”, “Os Branquinho Fode Muito e os Pretinho Fode Demais” e “Não Pode me Ver no Rolê”. As músicas misturam algumas letras chiclete, batidas envolventes e dançantes além de seus hits mais cantados, o que garantiu com grande potencia que seu som tocasse nos bailes por mais um ano.No ano seguinte, cinco meses depois lançou o EP, “Acompanha”. O projeto composto por 7 faixas foi totalmente escrito e interpretado pela própria artista. Com sonoridade voltada para os bailes funk, as faixas carregam letras mais ousadas, que têm como objetivo sempre enaltecer o direito da mulher de fazer o que ela quiser.
Em 2021 a MC foi notada internacionalmente pela renomada premiação BET Awards que busca tanto premiar talentos inovadores e vozes emergentes quanto como revelar e impulsionar a carreira de diversos artistas afrodescendentes ao redor do mundo, indicada na categoria de Melhor Novo Artista Internacional foi a única brasileira representando o funk .Por meio de uma iniciativa global do Spotify em parceria com o EQUAL, com o intuito de divulgar e promover a equidade e igualdade para as mulheres e celebrar suas conquistas por meio da divulgação de suas músicas, MC Dricka estampou um dos telões da famosa Times Square, em Nova York ampliando o reconhecimento do funk e o levando a um dos lugares mais populares da cidade norte-americana. 

## Vida pessoal
Dricka é lésbica e casada com a modelo Larissa Novais. Desde adolescente engajada em movimentos sociais e manifestações,  é conhecida por suas letras feministas, e por promover a igualdade social, racial e de gênero. A cantora ser diz de esquerda e petista.

## Discografia

### EP's
| Título            | Detalhes do álbum                                                                            | Ref.   |
| ----------------- | -------------------------------------------------------------------------------------------- | ------ |
| Rainha dos Fluxos | - Lançado: 20 de dezembro de 2020 - Formatos: Download digital - Gravadora: Ritmo dos Fluxos | [ 25 ] |
| Acompanha         | - Lançado: 7 de maio de 2021 - Formatos: Download digital - Gravadora: Independente          | [ 26 ] |

### Singles

#### Como artista principal[27]
| Título                                                                          | Ano                                 |      |
| ------------------------------------------------------------------------------- | ----------------------------------- | ---- |
| Título                                                                          | O Baile Vai Começar (Com MC Alemão) | 2017 |
| Vuco Na Favela                                                                  | 2018                                |      |
| Empurra Empurra (Com DJ Will DF)                                                | 2019                                |      |
| Bota Dentro, Goza Fora (Com DJ Guina)                                           | 2019                                |      |
| Vai Fazer Carão 157 de Buceta (Com DJ Brenin)                                   | 2019                                |      |
| De 38 Carregado (Com Dj Ray Lais)                                               | 2019                                |      |
| Soca Soca (Com Mc Douglinhas BDB)                                               | 2019                                |      |
| Toma na Pepeka Esfrega Esfrega (Com Dj Brenin e Mc Jh no Vnc)                   | 2019                                |      |
| Pra Descer com o Xereção (Com DJ Igor Sanchez e MC Theuzyn)                     | 2019                                |      |
| Minha Bunda Balança (Com DJ Biel Beats)                                         | 2019                                |      |
| A Dricka Tá na Mágoa (Com Th CDM e DJ Will DF)                                  | 2020                                |      |
| Baile do Esfrega Esfrega                                                        | 2020                                |      |
| Foi Bate Bate (Com Dj Guih da ZO e MC GW)                                       | 2020                                |      |
| É Melhor Ser Piranha do Que Ser Infeliz (Com Mc G7)                             | 2020                                |      |
| Transa Com Ladrão (Com Selo do Brega e MC Yuri)                                 | 2020                                |      |
| Sentando Sorrindo - Brega Funk (Com MC Marquinho)                               | 2020                                |      |
| Na Onda da Bala (Com DJ Guilherme)                                              | 2020                                |      |
| Soca Soca Soca (Com MC Pipokinha)                                               | 2020                                |      |
| Se Tu Mora em Bh (Com DJ Everton e Mr Bim)                                      | 2020                                |      |
| Mandela Ta Gostosin (Com DJ Brenin)                                             | 2020                                |      |
| É só Pirocadão                                                                  | 2020                                |      |
| Haha Vou Sentando Sorrindo Toma Botadão (Com DJ Brenin)                         | 2020                                |      |
| E Nós Tem Um Charme Que É Da Hora                                               | 2020                                |      |
| É só Catucadão (Com Dj Ray Lais)                                                | 2020                                |      |
| Amiga do Caralho (Com Dj Ray Lais)                                              | 2020                                |      |
| Pretinha do Peitin e do Bundão                                                  | 2020                                |      |
| Me Olha e Me Respeita                                                           | 2020                                |      |
| Bunda Na Glock                                                                  | 2020                                |      |
| Apaixonada Que Nada                                                             | 2020                                |      |
| Vai Fazer Carão                                                                 | 2020                                |      |
| Só Colocadinha                                                                  | 2020                                |      |
| Me Faz de Puta                                                                  | 2020                                |      |
| Me deixou Ardendo                                                               | 2020                                |      |
| Foi Bate Bate                                                                   | 2020                                |      |
| Empurra Empurra 2                                                               | 2020                                |      |
| Te Trombei no Baile                                                             | 2020                                |      |
| Casal Mandrake (Com MC Paulin da Capital e Dj GM)                               | 2020                                |      |
| Esqueci Foi do Meu Ex                                                           | 2020                                |      |
| Parasita (Com MC Rick)                                                          | 2020                                |      |
| Como Se Tá Maravilhosa (Com MC Lipi)                                            | 2020                                |      |
| Berimbau do Lança (Com MC Theuzin e DJ Brenin)                                  | 2020                                |      |
| Set Dj Everton Martins (Com MC Luan da BS, Enidê, Ninbrê, Mc DB e MC Leozin)    | 2020                                |      |
| Vegas (Com DJ LC Martins)                                                       | 2020                                |      |
| Indiretinha (Com Dj Ray Lais e MC Saci)                                         | 2020                                |      |
| Pretinha do Peitin e do Bundão 2                                                | 2020                                |      |
| Fala Mais                                                                       | 2020                                |      |
| Festa na Marina                                                                 | 2021                                |      |
| Mandraka do Tubarão (Com MC Ryan SP)                                            | 2021                                |      |
| Mãe Solteira                                                                    | 2021                                |      |
| Set Rainha dos Fluxos Trap (Com MC Pedrinho, MC Don Juan, MC Davi e MC Ryan SP) |                                     |      |

### Como artista convidada
| Canção                                                    | Ano  |
| --------------------------------------------------------- | ---- |
| Pancada (com Mateus Carrilho)                             | 2021 |
| Yah Yah (com Tropkillaz, Marcelo D2, MC Cabelinho, Danzo) | 2021 |

## Prêmios e indicações
| Ano  | Prêmio                            | Indicação                         | Resultado |
| ---- | --------------------------------- | --------------------------------- | --------- |
| 2021 | BET Awards                        | Melhor Novo Artista Internacional | Indicada  |
| 2021 | MTV Millennial Awards Brasil 2021 | Aposta MIAW                       | Pendente  |
| 2021 | MTV Millennial Awards Brasil 2021 | Zika do Baile                     | Pendente  |